# Kercseliget
Kercseliget es un pueblo ubicado en el distrito de Kaposvár, en el condado de Somogy, Hungría.

## Superficie
Posee una superficie de 19,47 kilómetros cuadrados.

## Demografía
Hasta 2019 la población era de 348 habitantes, con una densidad de población de 17,87 habitantes por kilómetro cuadrado.